# Muzeum Woltera w Genewie
Muzeum Woltera w Genewie – muzeum poświęcone życiu i twórczości Woltera, znajdujące się w pałacu Les Délices w Genewie, gdzie Wolter mieszkał w latach 1755–1760. Muzeum posiada bogatą kolekcję dotyczącą epoki Oświecenia, około 25 tysięcy druków i przeszło tysiąc manuskryptów poświęconych Wolterowi, głównie dotyczących XVIII wieku, a także zbiór obrazów z tego okresu, przedstawiających Woltera, jego rodzinę i znajomych. Muzeum jest jednym z czterech oddziałów Biblioteki Genewskiej.

## Historia budynku
Posiadłość, na której obecnie znajduje się Muzeum Woltera, założono w XVII wieku w podgenewskiej wsi Saint-Jean, na zewnątrz murów obronnych (obecnie dzielnica Genewy, Délices). Pierwszym właścicielem posesji, od 25 kwietnia 1677 roku, był pastor Pierre Gaudy. Parcela, którą Gaudy kupił za 12 000 florenów, obejmowała dom mieszkalny, stodołę, stajnie, winnice i łąki.
W roku 1707 posiadłość należała do przedsiębiorcy i bankiera genewskiego Jacques’a Mallet. Jego syn, Gédéon Mallet-De la Rive, zbudował pierwszy, skromny budynek. Z kolei syn Gedeona, Jean-Jacques Mallet, zbudował w posiadłości okazały pałac.

### Siedziba Woltera

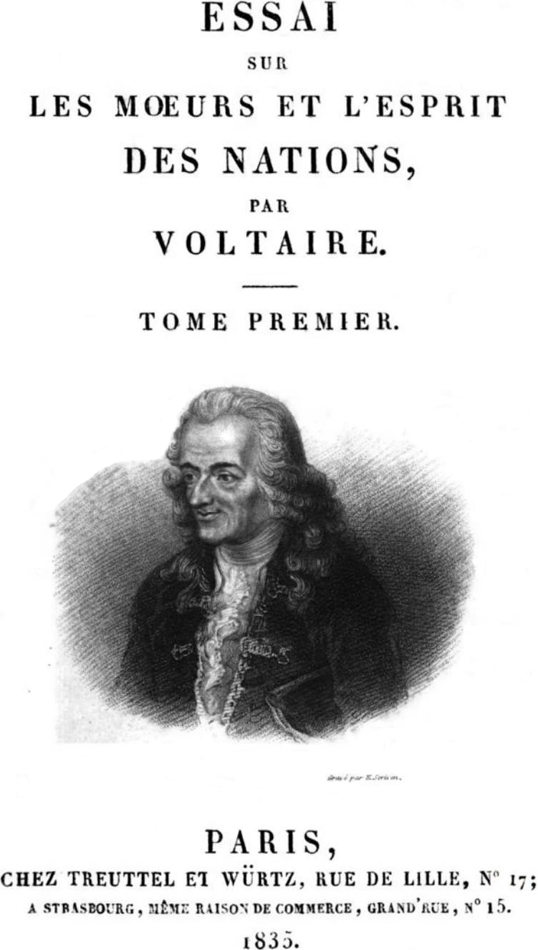
W bibliotece Muzeum dostępne jest wydanie dzieła z 1835 roku

Budynek ten zyskał sławę dzięki temu, że w latach 1755 do 1765 był własnością Woltera. Dzieła Woltera były przyczyną jego ciągłych kłopotów z władzami francuskimi. Filozof poszukiwał zatem miejsca zamieszkania, które leżałoby poza zasięgiem jurysdykcji korony francuskiej. Warunek ten spełniało mieszkanie w Genewie. Dzięki swoim kontaktom, Wolter dowiedział się, że genewski bankier i radca miejski, Jean-Jacques Mallet, posiada rezydencję położoną na wzgórzu Saint Jean, w pobliżu miasta i gotów jest ją sprzedać. Jednocześnie pisarz mieszkał w innej rezydencji, Grand-Montriond w Szwajcarii, w pobliżu Lozanny, a od 1758 roku wynajmował dożywotnio zamek Tournay, w podgenewskiej wsi Pregny.
W roku 1755 posiadłość kupił (za cenę 87 200 liwrów) dla Woltera Jean-Robert Tronchin. Katolicy bowiem, nawet niepraktykujący jak pisarz, nie mieli prawa posiadania nieruchomości w protestanckiej Genewie, a nawet prawo pobytu musiało być zatwierdzone przez Radę Miasta. Wolter wystąpił o pozwolenie na osiedlenie się w Genewie pod pretekstem potrzeby skorzystania z porad słynnego lekarza. Dzięki pomocy Franciszka Tronchin, udało się Wolterowi uzyskać zezwolenie na zamieszkanie w granicach miasta, Rada Miejska taką zgodę wydała jednomyślnie. Wśród wysoko postawionych obywateli Genewy nieprzyjaźnie nastawionych do Woltera był profesor teologii, pastor Jacob Vernet.
Wolter przybył do Genewy 12 grudnia 1754 roku, w rocznicę eskalady wojsk Sabaudii na mury miasta, przeprowadzonej 12 grudnia 1602 roku, którą mieszkańcy Genewy odparli. Poszukiwanie, a następnie przebudowę domu i ogrodu, Wolter prowadził wraz ze swoją siostrzenicą, Marie-Louise Denis. Posiadłość Saint-Jean obejmowała okazały budynek położony w ogrodzie (obecnie parku Délices), opadającym ku rzece Rodan. Wolter i pani Denis byli zachwyceni, gdy zobaczyli dom po raz pierwszy 19 stycznia 1755 roku. W szczególny sposób spodobała im się długa galeria, którą mogliby wykorzystywać do przedstawiania sztuk teatralnych, choć w tym okresie teatr był w Genewie zakazany jako działalność niemoralna. Wystawiając sztuki teatralne, pisarz wchodził w konflikt z Konsystorzem (trybunałem obyczajowym) złożonym ze Zgromadzenia Pastorów i dwunastu Starców wybranych spośród świeckich dostojników. Wkrótce po wprowadzeniu się, nowi gospodarze wykonali w budynku szereg ulepszeń, mimo że był on już w doskonałym stanie. Zasadzili wiele rodzajów roślin ozdobnych, ziół i drzew owocowych. W posiadłości pracowało czterech ogrodników, dwunastu służących i dwudziestu rzemieślników. Wolter i jego wybranka nazwali swój nowy dom „Les Délices”. Dwa lata później (1758) Wolter napisał wiersz, w którym wyraził swój zachwyt z ich nowego gniazda. Wolter prowadził w pałacu wystawne życie. Posiadał sześć koni, cztery powozy, dwóch lokajów, kamerdynera, francuskiego kucharza, kuchcika i dwóch sekretarzy. Do Genewy udawał się czterokonną karocą, co nie było powszechne w purytańskiej republice.

### Okres 1765–1957

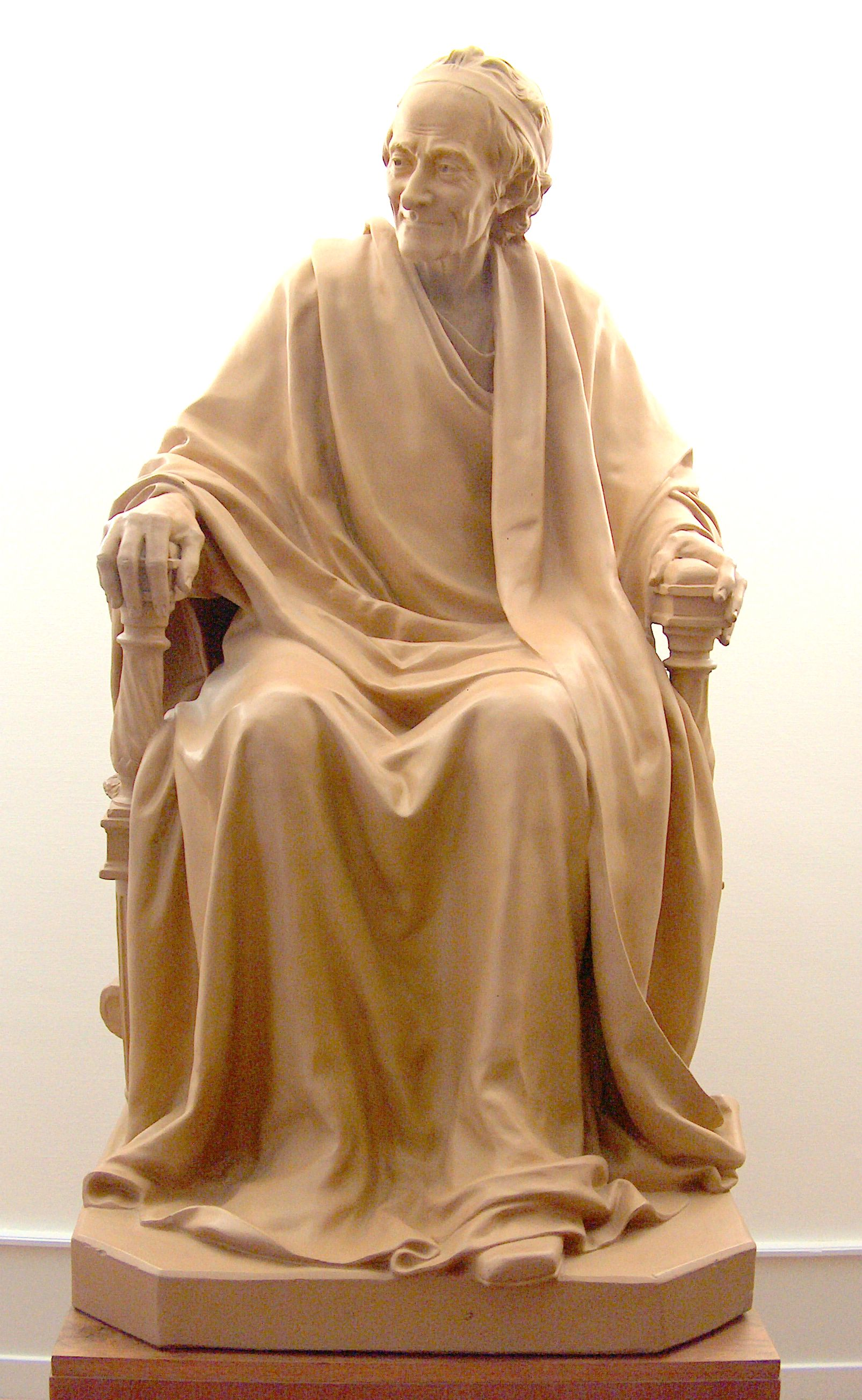
Rzeźba Woltera (terakota) wykonana przez Jean-Antoine Houdon, 1781

Wkrótce po nabyciu „Les Délices” Wolter zdecydował o kupnie innych miejsc zamieszkania w Szwajcarii i pobliskiej Francji. Pertraktacje kupna posiadłości w Ferney we Francji trwały od września 1758 do 9 lutego 1759 roku, kiedy podpisano kontrakt na nazwisko siostrzenicy Woltera, pani Denis, za kwotę 24 tysięcy écu, płatne gotówką. „Les Délices” pozostawały własnością Woltera do 1765 roku, kiedy pałac przejęła ponownie rodzina Tronchin. Pałac był jej własnością do roku 1840. Jeden z członków tej rodziny, pułkownik Henri Tronchin (1794–1865) był prezesem Genewskiego Towarzystwa Ewangelicznego i w tym czasie w „Les Délices” przechowywano egzemplarze Biblii. Zakrawa to na ironię, mając na uwadze sceptyczny stosunek Woltera do chrześcijaństwa i do Biblii. Pałac nigdy jednak nie był siedzibą Genewskiego Towarzystwa Biblijnego, które zostało założone dopiero w roku 1917.
Kolejnymi właścicielami byli Jean-Louis Fazy, dziad wielkiego reformatora Genewy, Jamesa Fazy, i rodzina Fornier. Podczas wojny francusko-pruskiej, w związku z odwrotem armii generała Bourbaki, Szwajcarski Czerwony Krzyż umieścił w pałacu „Les Délices” rannych żołnierzy.
Na przełomie wieków posiadłość należała kolejno do Caisse hypothécaire du canton de Genève, Jana Webera i w końcu do rodziny Streisguthów.
W latach 1915 i 1925 uratowano budynek przed zburzeniem a prace restauracyjne przeprowadzono w latach 1939 do 1942, a następnie w latach 1989 do 1993. Miasto Genewa kupiło posiadłość „Les Délices” od Jenny Bapp-Streisguth w 1929 roku za sumę 210 000 franków szwajcarskich.

## Muzeum Woltera w Genewie

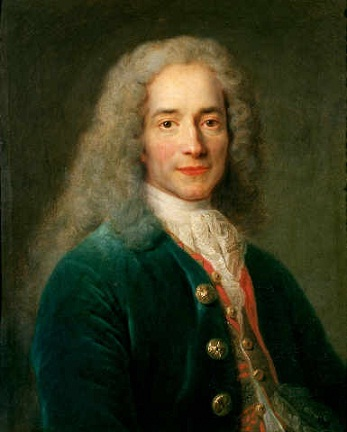
Portret Woltera, dar Teodora Bestermana

Muzeum poświęcone życiu i pracy Woltera zostało formalnie otworzone w pałacu „Les Délices” w 1954 roku. Wcześniejsze próby utworzenia muzeum podejmowane były już w 1928 i w 1940 roku. Wielką rolę w utworzeniu i rozwoju Instytutu i Muzeum Woltera odegrał Theodore Besterman. Stworzona przez niego biblioteka liczy obecnie około 25 000 tomów . W 2013 roku Instytut i Muzeum Woltera zostało przemianowane na Muzeum Woltera Biblioteki Genewskiej i stało się jednym z jej czterech oddziałów.

### Zbiory Muzeum
Muzeum zawiera w swoich, między innymi, wydania oryginalne dzieł Woltera, kolejne wydania edycje z XVIII wieku i tłumaczenia.
W 1957 roku Muzeum wzbogaciło się o rzeźbę Woltera autorstwa Jean-Antoine’a Houdona, zwaną „Wolter siedzący”, natomiast szesnaście lat później Muzeum stało się częścią Biblioteki Genewskiej. Pozwoliło to na umocnienie jego działalności naukowej i kulturalnej.

### Katalog manuskryptów
W 2011 roku oddano do użytku elektroniczny, powszechnie dostępny katalog manuskryptów VOLAGE (VOLtaire À GEnève), wynik wieloletniej pracy, pozwala na pozyskiwanie informacji bibliograficznych.

### Wystawy stałe
W styczniu 2009 roku otwarto wystawę stałą zawierającą portrety sąsiadów Woltera, a także portret Marii Josepha Chénier, francuskiego dramatopisarza, polityka, członka Akademii Francuskiej, naśladowcy Woltera.

### Wystawy okresowe
2008–2009 "Grecja w latach 1770–1844 : Wiek Oświecenia i Wolność".

2010 "Rosja w Europie", wystawa dokumentów prezentujących wzajemne stosunki Woltera i Katarzyny II w szerokim kontekście trzech wieków relacji między Europą a państwem carów".

2011 "Komisarz Wolter: narodziny policji w wieku Oświecenia", wystawa zorganizowana we współpracy z paryskim Muzeum Policji i muzeum Historii Paryża.

### Ważniejsze wydarzenia

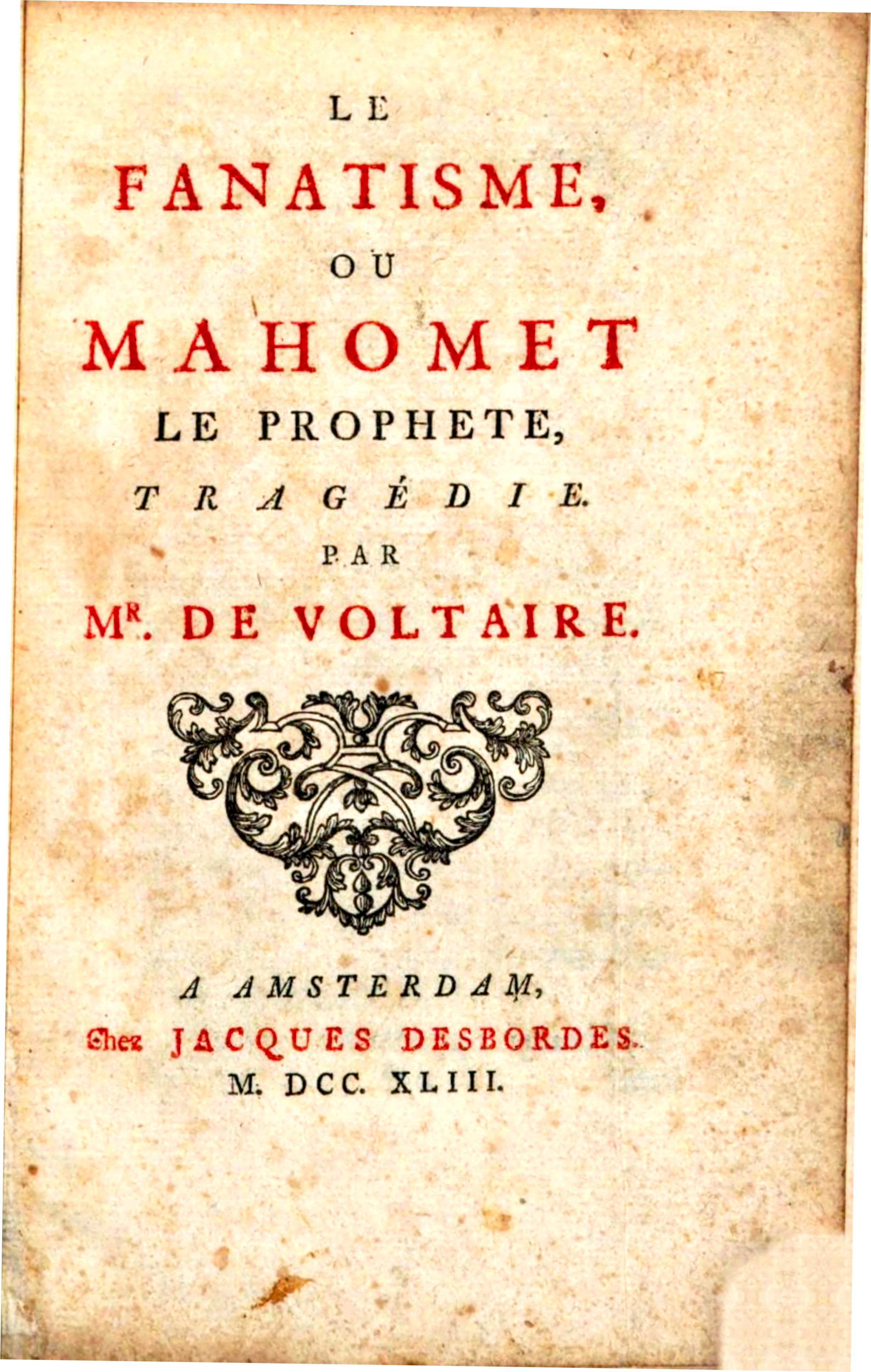
W bibliotece Muzeum dostępne jest [https://explore.rero.ch/fr_CH/ge/result?se=mahomet&submit=&fd=any&pr=contains&ex=0&so=rank&fct%5Bi%5D%5Bfrbrgroupid%5D%5B0%5D=1010407264 wydanie tego dzieła z 1751 roku

Muzeum prowadzi działalność naukową i dydaktyczną. W budynku les Délices zorganizowano czternaście miejsc pracy dla studentów, badaczy i osób zainteresowanych badaniami nad epoką Oświecenia.
Cykliczne konferencje naukowe „Noce w les Délices”:

19 maja 2005 – Dysputy filozoficzne w latach 1755–1758 przedstawił Christophe Paillard
Posiedzenie plenarne francuskiego Towarzystwa Wolterowskiego, 23 czerwca 2006 roku
We wrześniu 2009 roku w pomieszczeniach Muzeum utworzono bibliotekę Towarzystwa Jean-Jacques Rousseau.
Muzeum świętowało 60. rocznicę utworzenia w 2014 roku. W październiku tego roku odbyło się posiedzenie okrągłego stołu, w którym wzięli udział wybitni znawcy dzieł Woltera, Jean-Daniel Candaux, Ulla Kölving, André Magnan i Olivier Ferret.
W Muzeum zorganizowano przedstawienia sztuki teatralnej Voltaire aux Délices, napisanej przez Gérarda Gruszkę na podstawie jego książki. Sztuka przedstawia wydarzenia jednego poranka w życiu Woltera w pałacu les Délices. Poruszane tematy to codzienne życie w Genewie, na dworze wersalskim, stosunki Woltera z cesarzem Prus Fryderykiem II. Sztuka zmusza do refleksji, odzwierciedla ironiczną postawę Woltera.
Muzeum prowadzi działalność naukową i popularyzatorską. Oto niektóre wydarzenia organizowane przez Muzeum:
- Wystawa pt. "Wolter i Opera", 4 maja 2004[43]
- Wystawa pt. "Miejsce, gdzie rodzi się dzieło", październik 2004[44]
- Konferencja profesora Bronisława Baczko na temat "Wolter i potwory", 30 czerwca 2005[45]
- Noc św. Bartłomieja w świetle dzieł pisarzy Oświecenia – konferencja 24 sierpnia 2016[46]
- Utopia wieku Oświecenia z perspektywy literackiej, historycznej i kulturalnej, konferencja pod kierownictwem profesora Bronisława Baczko, 16 czerwca 2016[46]
- Muzeum nocą (2016) – zwiedzanie Muzeum i prezentacja teatralna kilku scen ze sztuk Woltera "Zaïre", "La mort de César", "L'Indiscret" i sztuki Eugène Labiche "Brûlons Voltaire!"[47]

### La Gazette des Délices
Od 2004 roku ukazuje się kwartalnik La Gazette des Délices wydawany przez Muzeum. Kwartalnik zawiera informacje i eseje dotyczące Muzeum, prac Woltera i zagadnieniom epoki Oświecenia. Kwartalnik publikuje artykuły naukowe dotyczące Woltera, innych autorów okresu XVIII wieku.

### Muzeum odwiedzili
11 lipca 2005 roku Muzeum odwiedził Mário Soares, były prezydent Portugalii, zwiedził wystawę poświęconą reakcji Woltera na trzęsienie ziemi w Lizbonie w 1755 roku.

16 sierpnia 2007 roku, Marc Fumaroli, członek Akademii Francuskiej odwiedził Muzeum w związku pracami nad zagadnieniem uniwersalności języka francuskiego w XVIII wieku.

21 lutego 2008 roku, Hans Erni, szwajcarski malarz, grafik i rzeźbiarz, w związku ze swoimi pracami na temat Woltera i Rousseau.

16 września 2008, Dalil Boubakeur, rektor Wielkiego Meczetu Paryskiego, w związku z listem papieża Benedykta XIV skierowanym do Woltera.

10 kwietnia 2014 Muzeum odwiedził profesor André Magnan z Uniwersytetu Paryskiego X w Nanterre, specjalista literatury francuskiej XVIII wieku, w szczególności dzieł Woltera.

W roku 2015 Muzeum odwiedzili: Natalia Speranskaja, konserwator Biblioteki Woltera Biblioteki Woltera w Sankt Petersburgu; John O’Neal, profesor języka francuskiego w Hamilton College i specjalista historii osiemnastego wieku; Jean-Michel Olivier, pisarz; François Jullien, filozof i sinolog francuski.

### Dyrektorzy Muzeum
- Theodore Besterman (1952–1971)
- Charles-Ferdinand Wirz (1973–2002)
- François Jacob (2002–2016)
- Nicolas Schaetti (ad interim) (od 2016)[58][59].